# Daniel Wiklander
Per Daniel Wiklander, född 23 maj 1972, är en svensk journalist. 
Daniel Wiklander studerade vid Stockholms universitet 1992–1993 och vid Lunds universitet 1993–1998 där han blev filosofie kandidat i statsvetenskap. Han var musikredaktör vid telekomföretaget Tre 2004–2005, webbredaktör för Dagens Nyheter 2007, webbredaktör och reporter vid Aftonbladet 2006–2007 och webbredaktör vid Svenska journalistförbundet 2007–2009. Han var chefredaktör för tidningen Arbetaren 2011–2015, första året tillsammans med Salka Sandén och därefter som ensam chefredaktör. Efter det har han arbetat  som redaktör på Ordfront Magasin och var under sommaren 2016 vikarierande reporter på Dagens ETC innan han gick tillbaka till Ordfront. Daniel Wiklander driver bloggen Virtuell Politik.